# 愛知産業大学短期大学
愛知産業大学短期大学（あいちさんぎょうだいがくたんきだいがく、英語: Aichi Sangyo University Junior College）は、愛知県岡崎市岡町に本部を置く日本の私立短期大学。1986年創立。短大の略称は愛産短

## 概観

### 大学全体
- 愛知県岡崎市に所在する日本の私立短期大学で、設置主体は学校法人愛知産業大学[1]。
- 学校法人愛知水野学園の東海産業短期大学として1986年に開学[2]。元々は独立型だったが、愛知産業大学が併設されてから学名変更されている。
- 2005年度より通信教育課程のみとなる。

### 建学の精神（校訓・理念・学是）
- 愛知産業大学短期大学における建学の精神は「社会から喜ばれる知識と技術をもち、歓迎される人柄を兼ね備えた人材を育成し、英知と勤勉な国民性を高め、科学技術、文化の発展に貢献すること」となっている。

### 教育および研究
- 愛知産業大学短期大学には国際コミュニケーション学科が設置されており、英語をベースに経営学やビジネスを専門としたカリキュラムが開講されている。

### 学風および特色
- 愛知産業大学短期大学は、通信教育部のみを有する短大となっているが、旧来から多くの専門学校との学務提携している関係上、学生数が多く、本学以外で専門学校の校舎を借用している場合がある。また、土日・祝日スクーリング、夏期集中スクーリングのほか、東京・大阪・福岡など遠隔地での主要都市においての地方スクーリングも実施されている。

## 沿革
- 1985年
  - 12月25日 左記を以て文部省[注 3]より短期大学の設置が認可される[注 4]。
- 1986年
  - 4月1日 東海産業短期大学（とうかいさんぎょうたんきだいがく、英語:Tokai Sangyo Junior College[注釈 1]）が以下の学科体制にて開学[注 5]。
    - 経営学科
      - 経営専攻 入学定員50名
      - 情報専攻 入学定員100名

    - 英語科 入学定員100名

  - 5月1日 学生数[8]/定員
    - 経営学科 183[注 6]/150
    - 英語科 61[注 7]/100
- 1987年
  - 5月1日 学生数[9]/定員
    - 経営学科 359[注 8]/300
    - 英語科 126[注 9]/200
- 1990年
  - 4月1日 以下、経営学科の各専攻において入学定員に増員あり[注 10]。
    - 経営専攻 50→75
    - 情報専攻 100→150

  - 5月1日 学生数[14]/定員
    - 経営学科 382[注 11]/375
    - 英語科 252[注 12]/200
- 1992年
  - 5月1日 学生数[注 13]/定員
    - 経営学科 559[注 14]/450
    - 英語科 265[注釈 2]/200
- 1994年
  - 4月1日 通信教育部に以下の学科を設置する[注 15]。
    - 経営学科
    - 英語科

  - 5月1日 学生数/定員
    - 経営学科 
      - 通学課程[18] 501[注 16]/450
      - 通信教育課程[19] 308[注 17]/★

    - 英語科 
      - 通学課程[18] 222[注釈 2]/200
      - 通信教育課程[19] 133[注 18]/★
- 1995年
  - 5月1日 学生数/定員
    - 経営学科 
      - 通学課程[20] 520[注 19]/450
      - 通信教育課程[21] 751[注 20]/★

    - 英語科 
      - 通学課程[20] 211[注 21]/200
      - 通信教育課程[21] 349[注 22]/★
- 1997年
  - 4月1日 愛知産業大学短期大学と改称[22]。
- 1999年
  - 5月1日 学生数/定員
    - 経営学科 
      - 通学課程[23] 314[注 23]/450
      - 通信教育課程[24] 734[注 24]/★

    - 英語科 
      - 通学課程[23] 72[注 25]/200
      - 通信教育課程[24] 737[注 26]/★
- 2000年
  - 4月1日 以下、定員減あり[注 27]。
    - 英語科 100→30
    - 経営学科 225→50
- 2004年
  - 4月1日 通学課程における以下の学科については、この年度で学生募集を最終とする[注 28]。
    - 英語科[注釈 3]
    - 経営学科[注釈 3]
- 2005年
  - 4月1日 通信教育課程における以下の学科については、この年度で学生募集を最終とする[注 29]。
    - 英語科[注釈 4]
    - 経営学科[注釈 4]
- 2006年
  - 4月1日 この年度の入学生より、通信教育課程の英語科に経営科を統合して以下の学科に再編される[注 30]。
    - 国際コミュニケーション 入学定員600名
- 2015年
  - 4月1日
    - 専攻科の設置が認められ、以下の課程を設ける[注 31]。
      - 国際コミュニケーション専攻 入学定員40名

    - 国際コミュニケーション学科通信教育課程の2年次編入学を開始する[注 32]。
- 2019年
  - 4月1日 専攻科の国際コミュニケーション専攻における入学定員を40→20に減員	[注 33]。

## 基礎データ

### 所在地
- 岡崎キャンパス（愛知県岡崎市岡町原山12-5）
- 名古屋サテライトキャンパス（愛知県名古屋市熱田区金山町1-6-9）
- 東京サテライト（東京都港区芝2-29-13 キンレイビル4F）

### 象徴
- 愛知産業大学短期大学のカレッジマークは大学と同様のものを用いている。「Aichi Sangyo University」の略称である「ASU」となっている[注 34]。

## 教育および研究

### 組織

#### 学科
通信教育課程
- 国際コミュニケーション学科 入学定員600名[1]
  - 「実務英語」・「英語教員養成」・「ネイティブ・イングリッシュ」・「日本語教育」・「子ども」・「心理」の各コースからなる。

過去の学科体制
- 経営学科 入学定員★名[注釈 5]
- 英語科 入学定員★名[注釈 5]

過去にあった通学課程における学科体制
- 経営学科 入学定員50名[注釈 6]
  - 経営専攻 入学定員75名[注釈 7]
  - 情報専攻 入学定員150名[注釈 7]
- 英語科 入学定員30名[注釈 6]

#### 専攻科
- - 国際コミュニケーション専攻（2年制）（通信制） 入学定員20名[注 35]

#### 別科
- なし

#### 取得資格について
- 中学校教諭二種免許状（英語）が取得できる教職課程が設けられている[注 36]。短大または大学卒業以上の学歴を有すれば、それを基礎資格として教員免許に必要な単位数を修得することで得ることもできる。ちなみに、この種の教員免許が設けられている短大通信教育は現在、全国でここだけである。

### 研究
- 『東海産業短期大学紀要』[注釈 1]
- 『愛知産業大学短期大学紀要 』[51]

## 学生生活

### 部活動・クラブ活動・サークル活動
- かつて愛知産業大学短期大学の通学課程で活動していたクラブ活動💛

#### 体育系
- 軟式野球・カヌー・テニス・バレーボール・バドミントン・バスケットボール・スキー・スノーボード・フットサルほか

#### 文化系
- 軽音楽・漫画・ビリヤード・ダンス・美術・クロッキー・映画・ジャズ・歴史・陶芸・服飾・演劇ほか

### 学園祭
- 愛知産業大学短期大学の学園祭は、キャンパスの所在地から「原山祭」と呼ばれ、毎年、概ね10月に愛知産業大学と合同で行われる。

### スポーツ
- かつて、通学課程においてバレーボールや卓球などが「学園グループ対抗球技大会」にて活動していた。

## 施設

### 岡崎キャンパス
- 使用学科：国際コミュニケーション学科
- 使用専攻科：なし
- 使用附属施設：なし
- 交通アクセス：名鉄名古屋本線 藤川駅よりスクールバス。
- 設備：1号館・2号館（学生食堂や図書館がある）・体育館（「恒誠館」と称する）・研修会館・プール棟ほか

### 名古屋サテライトキャンパス
- 使用学科：国際コミュニケーション学科
- 使用専攻科：なし
- 使用附属施設：なし
- 交通アクセス：JR東海道本線・中央本線、名鉄名古屋本線、名古屋市営地下鉄名城線・名港線 金山総合駅下車。

### 東京サテライトキャンパス
- 使用学科：国際コミュニケーション学科
- 使用専攻科：なし
- 使用附属施設：なし
- 交通アクセス：JR山手線・京浜東北線田町駅または都営地下鉄浅草線・三田線三田駅下車。

### 姉妹校
- 愛知工科大学
- 愛知工科大学自動車短期大学

### 関係校
- 名古屋外語専門学校：当短大通信教育部と併修するコースがある[52]。
- 大阪外語専門学校：当短大通信教育部と学務提携している関係上[53]。

### 系列校
- 愛知産業大学
- ELICビジネス&公務員専門学校[旧名古屋法律経済専門学校]
- 三河歯科衛生士専門学校
- 名古屋美容専門学校
- 名古屋たちばな高等学校（旧 愛知産業大学工業高等学校）
- 愛知産業大学三河高等学校
- 島田幼稚園

## 卒業後の進路について

### 編入学・進学実績
- 系列となっている愛知産業大学以外では以下の実績があげられる。かつての通学課程における実績をあげる。

#### 英語科
- 常葉大学・中部大学・愛知学院大学・名古屋外国語大学・プール学院大学などがある[54]

#### 経営学科
経営専攻
信州大学・岐阜経済大学・静岡産業大学・浜松大学・愛知大学・愛知学院大学・愛知学泉大学・東海学園大学・名古屋学院大学・立命館大学・皇學館大学などがある
秘書専攻
日本福祉大学・鈴鹿国際大学などがある。